# IND 8번로 선
IND 8번로선(IND Eighth Avenue Line)은 미국 뉴욕에 있는 뉴욕 지하철의 철도 노선이며 B 디비전(B Division)에 속해있다. 1932년에 개설 된 이 노선은 인디펜던트 서브웨이 시스템(IND)의 첫 번째 노선이었으며, 8번로 지하철(Eighth Avenue Subway) 란 이름은 뉴요커들에 의해 전체 IND 시스템에도 적용되었다. 대부분의 노선은 4개의 선로를 가지고 있는데, 북쪽과 남쪽의 끝 부분을 제외하고 각 방향으로 하나의 완행 선로와 급행 선로가 있으며, 두 개의 급행 선로만 계속 이어진다. 노선은 서쪽에서 동쪽으로 선로 A1, A3, A4 및 A2가있는 "A" 선으로 신호를 받으며, 남쪽 끝에서 약 800, 북쪽 끝에서 1540(피트 단위로 측정)까지 운행한다.
노선은 인우드 남부의 207번가에서 브루클라인 하이츠(Brooklyn Heights)의 하이 스트리트에서 남쪽의 연동 장치맞은 편 남쪽에 있는 세인트니콜러스 애비뉴(St. Nicholas Avenue) 아래의 큰 구역을 포함, 센트럴 파크 웨스트(Central Park West) 및 8번로(Eighth Avenue)에 이른다. 전 구건이 지하이며, 북쪽 끝에 있는 207번가 야드(207th Street Yard)가 지상에 있다.플라잉 정션(Flying junction)은 IND 콘코스 선, IND 6번로 선 및 IND 퀸즈 블러바드 선과 함께 제공된다. 59번가-컬럼버스 서클과 145번가 사이를 센트럴 파크 웨스트 선(Central Park West Line)이라고도 부른다.
전체 노선은 심야를 제외하고는 급행으로 운영되는 A 열차로 항상 제공된다. C는 168번가에서 남쪽으로 완행 서비스를 제공하는 반면 A는 급행으로 운행한다. 또한 B는 콘코스 선(145번가)과 6번로 선(59번가-컬럼버스 서클) 교차점 사이의 평일 완행 및 D 전시간 급행 서비스를 제공하며 E는 퀸즈 블러바드 선 교차점에서 남쪽으로 50번가에서 세계 무역 센터까지 완행으로 운행한다. A, C, E는 미드타운맨해튼을 통해 8번로(Eighth Avenue)를 경유하기 때문에 노선 기호에 파란색으로 표시된다. B, D는 6번로(Sixth Avenue Line)을 통해 미드타운맨해튼을 통과하기 때문에 주황색이다.

## 범위 및 운행계통

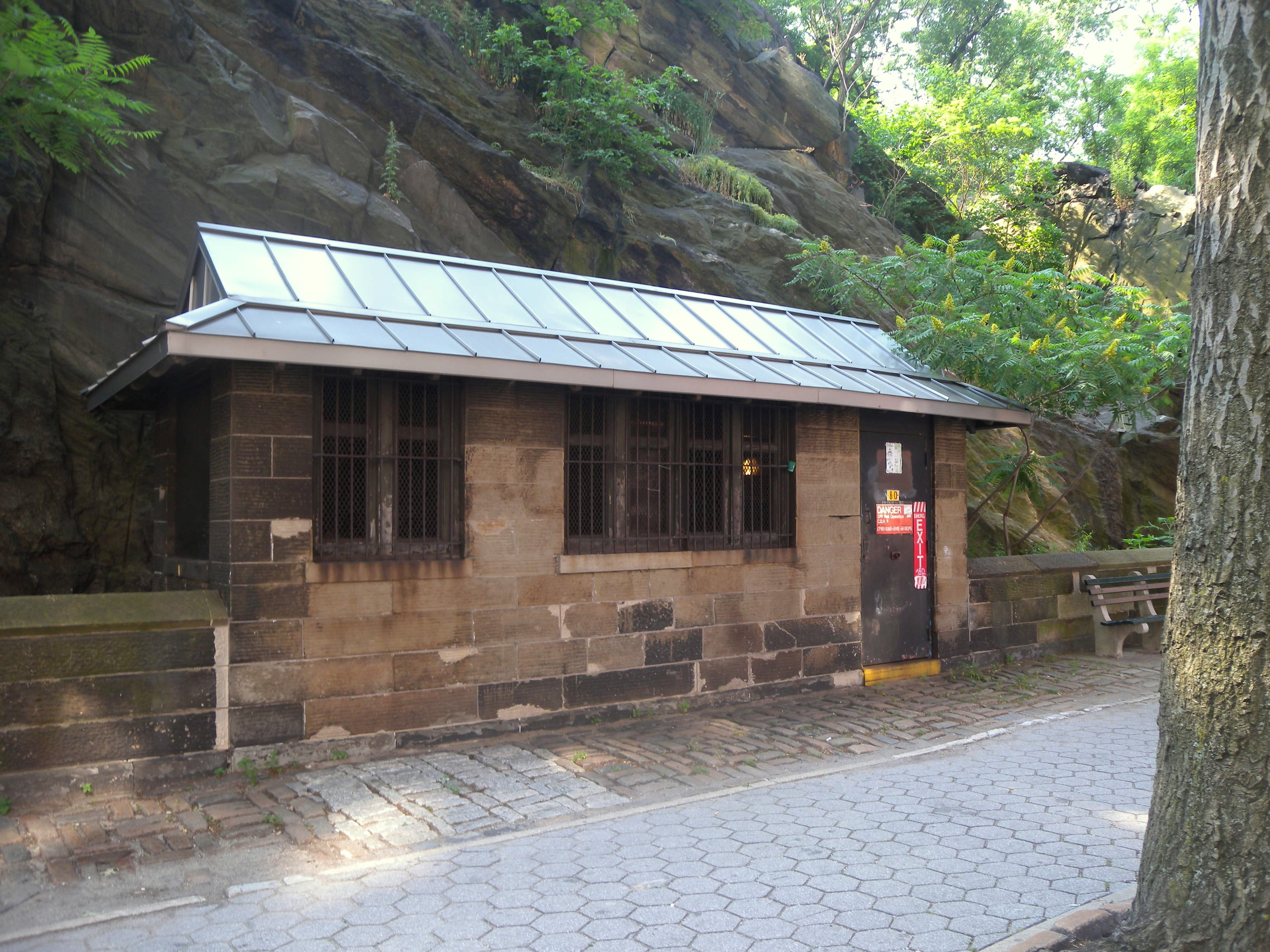
센트럴 파크 웨스트 & 웨스트 104번가의 80번비상구

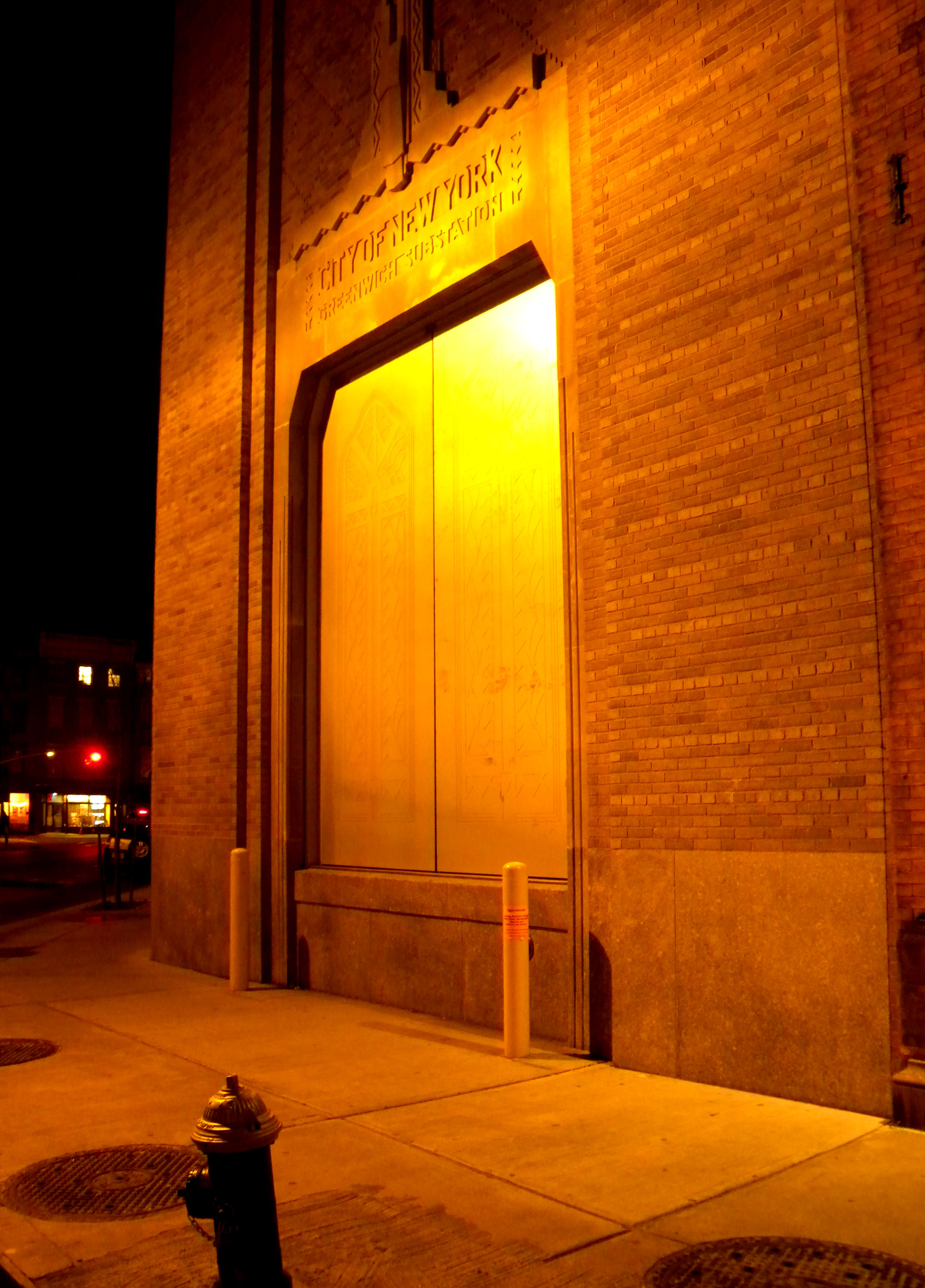
13번가 발전소

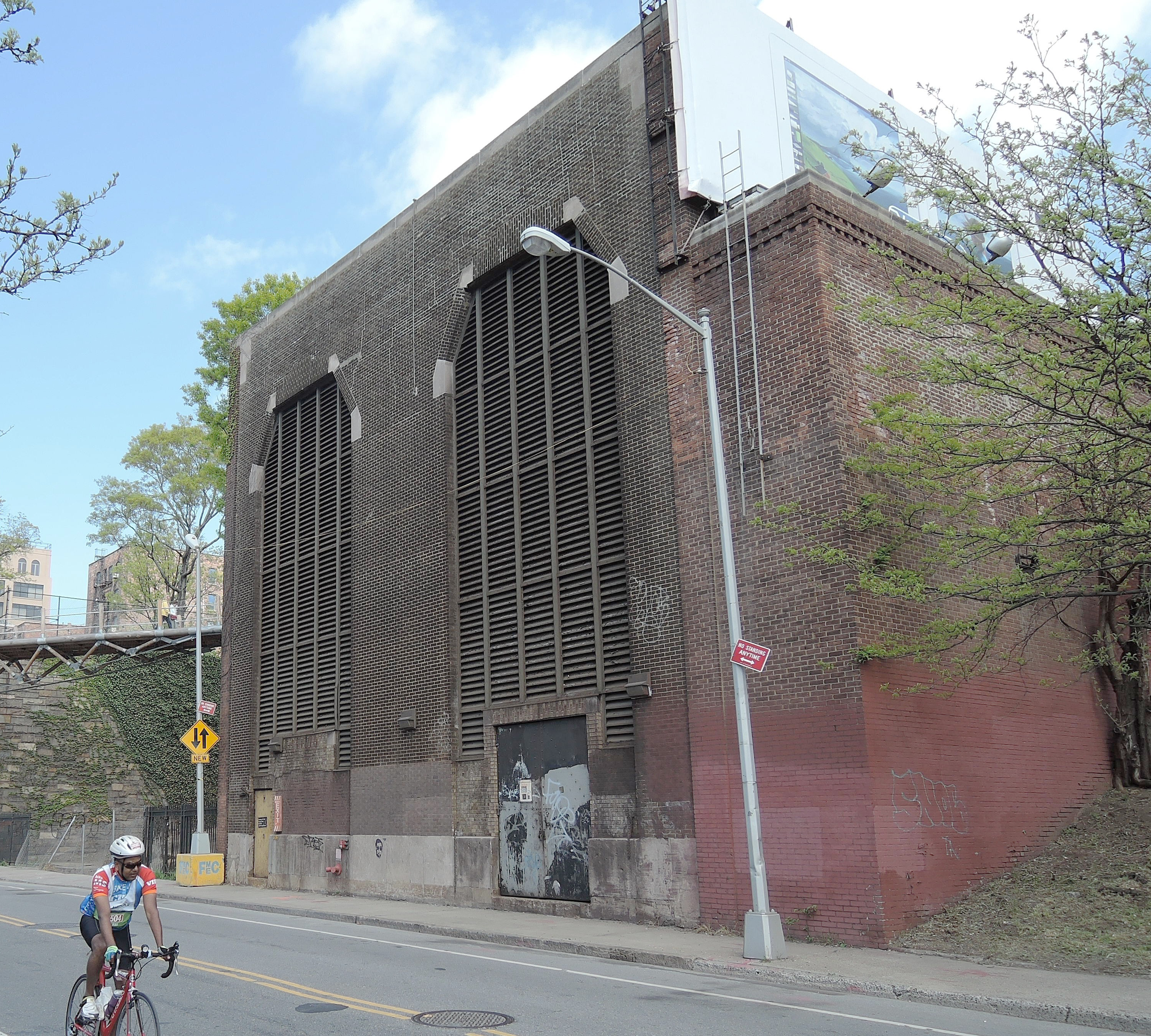
크랜베리 스트리트 환기관

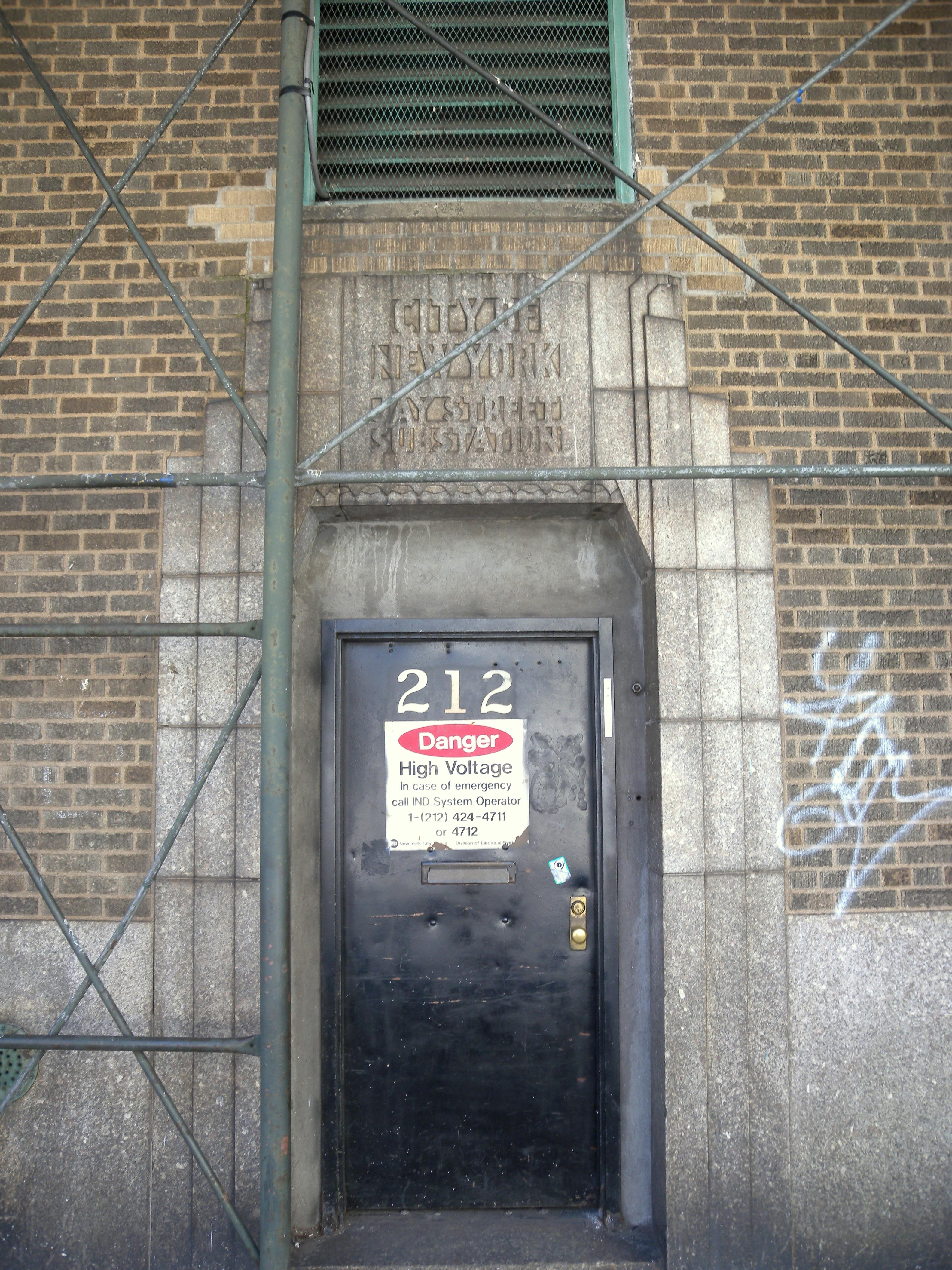
제이 스트리트 발전소

다음 서비스는 8번로선의 일부 또는 전체를 사용한다. 간선의 노선 기호는 파란색으로 표시된다.:
|                  | 시간대 | 시간대    | 시간대    | 노선 범위        |
| 출퇴근,오후 저녁 | 주말   | 심야      |           | 노선 범위        |
| ---------------- | ------ | --------- | --------- | ---------------- |
| "A" 열차         | 급행   | 급행      | 완행      | 전 노선          |
| "B" 열차         | 완행   | 운행 없음 | 운행 없음 | 145번가 ~ 59번가 |
| "C" 열차         | 완행   | 완행      | 운행 없음 | 168번가 이남     |
| "D" 열차         | 급행   | 급행      | 급행      | 145번가 ~ 59번가 |
| "E" 열차         | 완행   | 완행      | 완행      | 50번가 ~ WTC     |

8번로는 인우드에서 인우드-207번가역의 브로드웨이밑의 2선로 지하철로 시작된다. 다크먼 스트리트 이후에 합류하는 본선 사이의 207번가 야드(207th Street Yard)에서 두 개의 선로가 남쪽으로의 플라잉 정션으로 연결된다. 지하철은 브로드웨이에서 포트 트라이언 공원 밑을 지나 포트 워싱턴 애비뉴(Fort Washington Avenue)의 북쪽 끝까지 가며, 175번가까지 따라 가며 남동쪽으로 개인 사유지 밑을 지난다.
작은 174번가 야드는 브로드웨이 아래에 놓여 있으며, 두 개의 선로가 그 도로 아래 남쪽으로 빠져 나온다. 조지 워싱턴 교(George Washington Bridge)가 1920년대에 설계되었을 때, 두 개의 선로를 마당에서 북쪽으로 그리고 다리를 가로 질러 운반할 낮은 갑판과 2개의 통근 철도 궤도가 마련되었다. 그러나, 1962년에 저상(lower level)이 추가되었을 때, 도로가 대신 있었다.
포트 워싱턴 애비뉴의 두 선로는 2층짜리 터널의 야드 트랙 아래에서 운행하는 171번가 근처의 브로드웨이에 진입한다. 몇 블록 지난 후에, 저상 선로는 168번가에서 야드 트랙에 걸치기 위해 분리된다. 급/완행 구분이 여기에서 시작됩니다. 완행 선로는 야드에서 나오고 급행 선로는 인우드(Inwood)에서 나온다. 다른 일반적인 선로와 달리 두 개의 완행 선로는 중앙에 있고 두 개의 급행 선로는 바깥에 있다. 늦은 밤을 제외한 완행 계통(C선)이 168번가에서 종착되고, 야드 트랙의 방향을 바꾼다. 늦은 밤을 제외한 급행 계통인 A는 항상 207번가까지 운행한다. 168번가의 남쪽에 있는 급행(바깥쪽) 선로는 완행 선로 아래로 내려 가면서, 이번에는 세인트 니콜라스 애비뉴(St. Nicholas Avenue)에서 또 다른 2층 터널을 형성한다.
145번가의 북쪽에 있는, 낮은(급행)궤도가 중심으로 올라가고, 3트랙의 IND 콘코스 선은 4트랙 8번로선 아래의 세인트 니콜라스 애비뉴로 들어간다. 145번가역은 각 층에 2개의 섬식 승강장이 있는 2층의 환승역이다. 남쪽으로, 콘코스 선은 8번로선으로 상승하고 합류하여 B를 완행 선로로, D를 급행 선로로 운송한다. 그 결과 4트랙 노선은 세인트 니콜라스 애비뉴 및 8번로(Eighth Avenue) (프레더릭 더글러스 대로, Frederick Douglass Boulevard) 아래에서 남쪽으로 계속되며, 캐시드럴 파크웨이-110번가에서 센트럴 파크 웨스트(Central Park West)가 된다.
센트럴 파크 웨스트 (Central Park West)의 노선 대부분은 서쪽의 완행 선로와 완행 전용 역만 있는 두 가지 수준으로 지어졌다. 두 개의 북쪽 방면 선로는 두 개의 남쪽 방면 선로 위에 있다. 센트럴 파크 웨스트가 8번로가 되는 59번가-컬럼버스 서클에 접근하면, 지하철은 다시 4개 선로로 확장된다.
59번가의 남쪽에 있는 플라잉 정션은 57번가에서 두 선로와 합쳐져 53번가(53rd Street) 아래에서 B와 D 열차를 동쪽으로 가져와, 복복선 IND 6번로 선이 된다. 53번가의 두 선로인 IND 퀸즈 블러바드 선은, 남쪽을 따라 50번가 역의 저상층으로 향하고, 남쪽으로 합류하여, E 열차를 완행 선로로 가져간다.
이전에 42번가-포트 오소리티 버스 터미널역에서 미사용된 남쪽으로 내려가는 저상층은 이전에는 퀸즈 블러바드 선의 남행 트랙에서만 접근되었다. 7 지하철 확장을 위한 계획은 새로운 IRT 플러싱선 선로를 위한 공간을 만들기 위해 저상층을 부분적으로 제거해야 했다.
복복선 노선은 8번로 밑에서 14번가(14th Street)행 남쪽으로 계속되며, 그리니치 애비뉴(Greenwich Avenue) 밑으로 돌려서 6번로(Sixth Avenue) 밑 남쪽으로 가서, IND 6번로 선 위에 복복선으로 위치한다. 두개 층으로 된 웨스트 4번가-워싱턴 스퀘어 역은 두 노선 사이를 쉽게 이동할 수 있다. 남쪽 방향 선로는 현재의 일반 서비스 패턴으로 사용되지 않고, 각 노선의 완행 트랙 사이를 연결하는데 사용한다. 6번로 선은 연결구간을 통과 한 후 동쪽 하우스턴 스트리트(Houston Street)로 향한다.
6번가 아래의 카날 스트리트역은 노선의 마지막 복복선에 위치한 역이다. 역을 넘어선 각 방향의 교차는 C 및 심야 A 열차를 타고 북쪽 완행 선로와 남쪽 급행 선로 사이를 횡단한다. 지하철이 6번로에서 처치 스트리트(Church Street) 방향으로 돌리면서 남쪽 방향 완행 선로가 급행 선로를 지나, E 열차를 동쪽으로 보낸다. 이 시점에서, 완공되지 못한 IND 워스 스트리트선을 위해 원래 의도된 벨마우스(bellmouth)가 터널의 동쪽에 있다. 로어맨해튼-자메이카/JFK 교통 프로젝트의 일부로 롱아일랜드 철도 애틀랜틱 지선 열차를 로어맨해튼 열차로 가져오는 것이 제안되었다.
4개의 트랙은 처치 스트리트 아래 남쪽으로 계속 진행되며, 2개의 별도의 연결 역이 세계 무역 센터에서 완행 선로 끝에 있으며 챔버스 스트리트는 급행 선로에 있다. 두 개의 급행 선로는 풀튼 스트리트(Fulton Street) 아래에서 동쪽으로 가고, 크렌베리 스트리트 터널(Cranberry Street Tunnel)을 통해 이스트강을 건너 브루클린의 크랜베리 스트리트(Cranberry Street)로 들어간다. 크랜베리 스트리트는 하이 스트리트(High Street)로 연결되며, 그로부터 노선은 남쪽에서 제이 스트리트(Jay Street)에서 꺾어, 루트거스 스트리트 터널의 두 선로 IND 6번로 선에 쭉 뻗는다. 8번로 및 6번로 선은 크로스오버(현재 사용되지 않음)에서 하이 스트리트 남쪽의 두 개 노선인 IND 풀턴 스트리트선 및 IND 컬버선으로 전환된다. A 열차와 C 열차는 풀턴 스트리트선을 따라 계속 운행된다.

## 사진첩

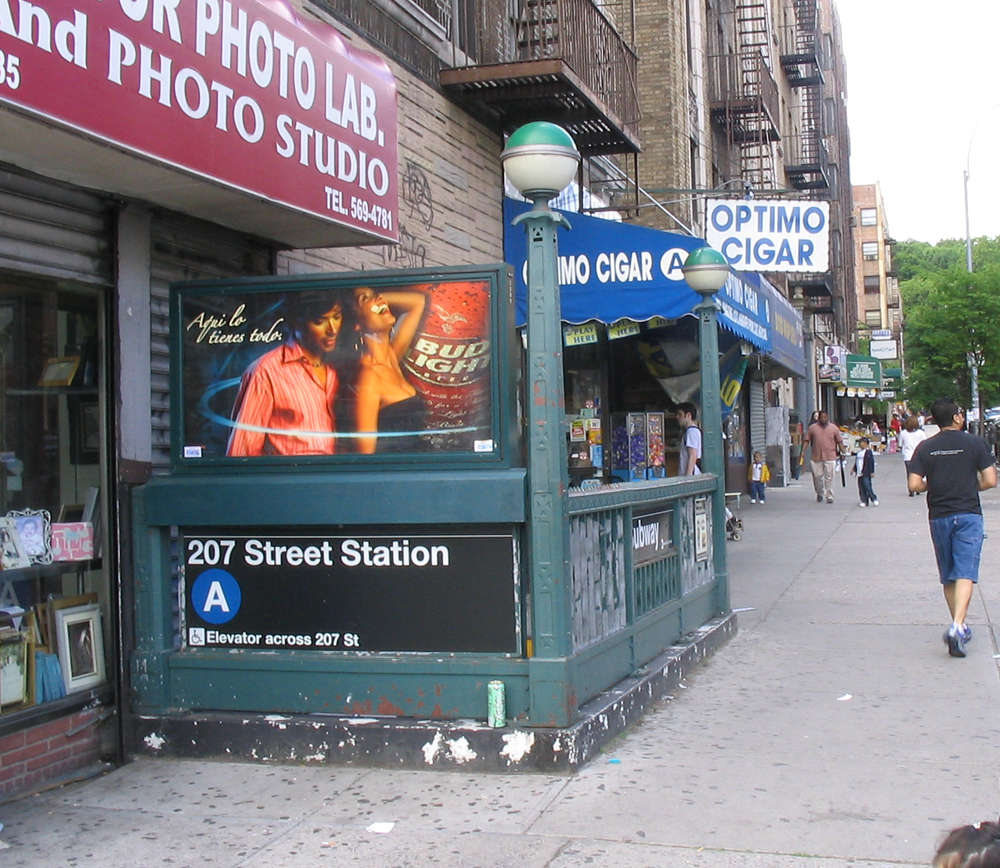
북부 종착역 207번가역
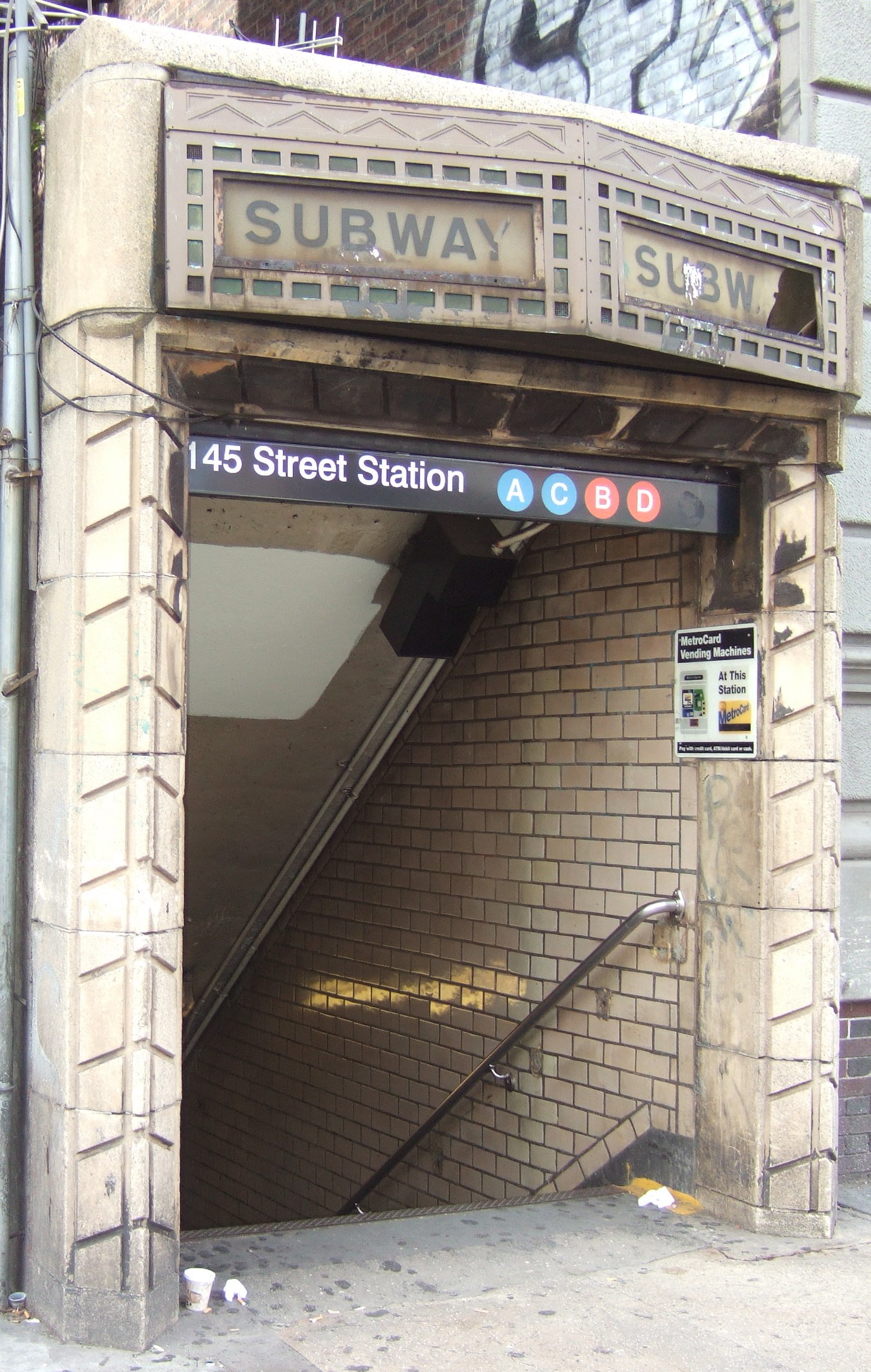
145번가역 출입구
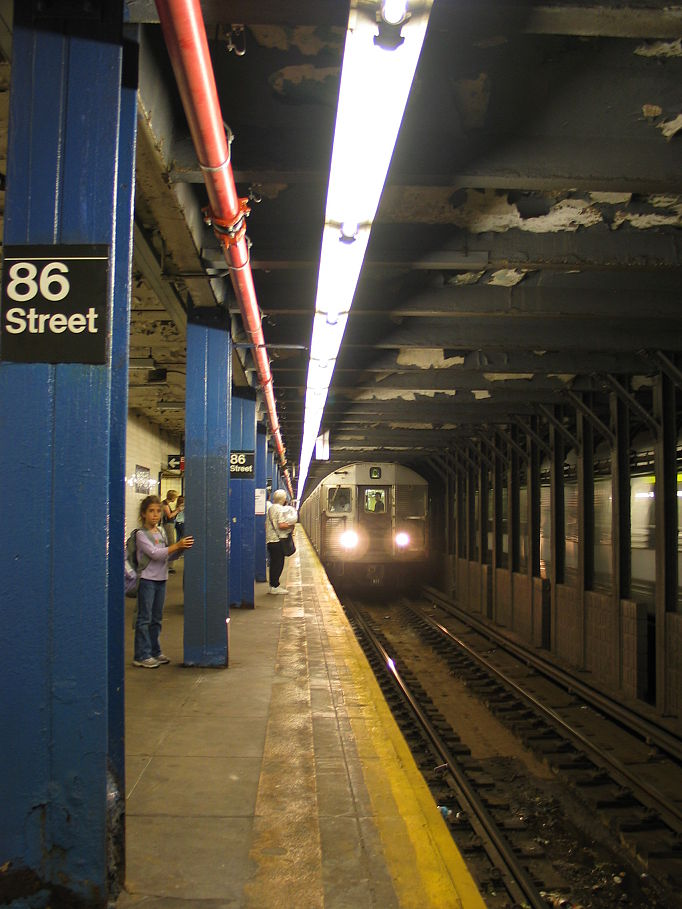
센트럴 파크 웨스트(86번가)의 저상층 완행역
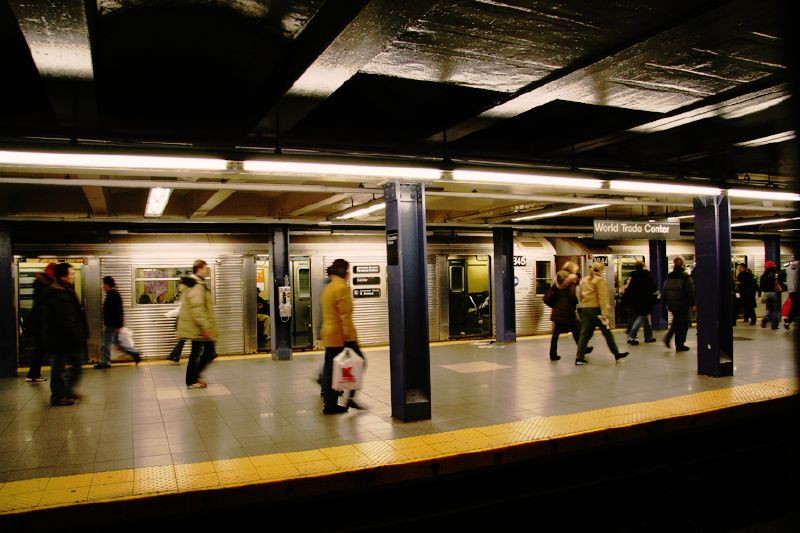
세계 무역 센터 남부 종착역 완행 선로
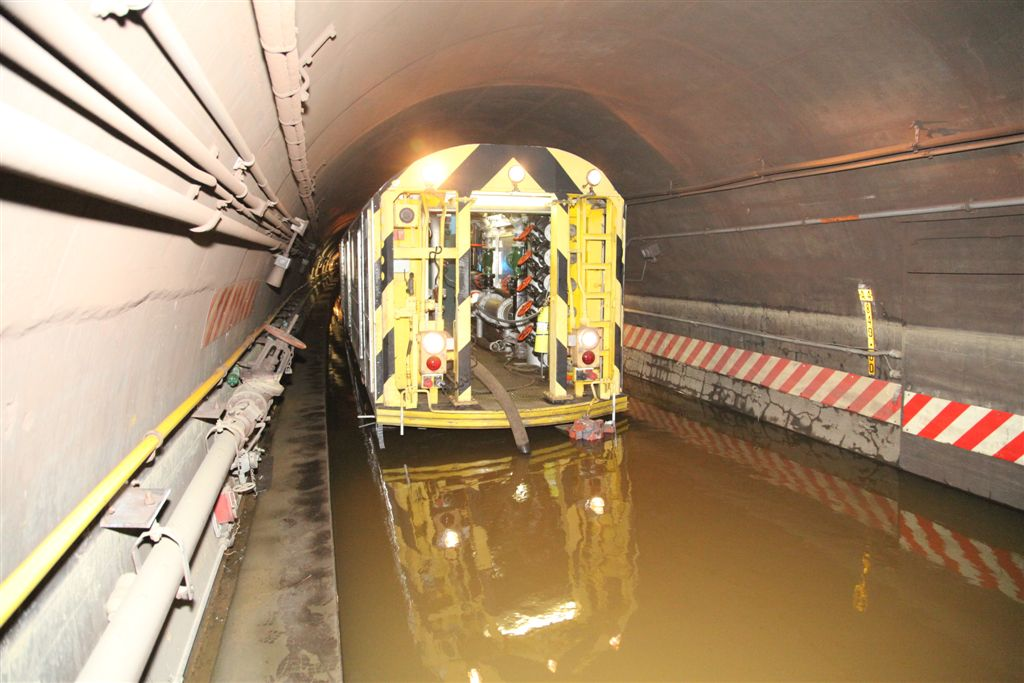
허리케인 샌디 이후 크랜베리 스트리트 터널에서 펌프 트레인

## 역 목록
| 역 서비스 범례                        | 역 서비스 범례                            |
| ------------------------------------- | ----------------------------------------- |
| 전 시간대에 정차                      | 전 시간대에 정차                          |
| 새벽 시간대를 제외한 전 시간대에 정차 | 심야 시간대를 제외한 전 시간대에 정차     |
| 새벽 시간대에만 정차                  | 심야 시간대에만 정차                      |
| 평일에만 정차                         | 평일에만 정차                             |
| 러시아워 시간대의 혼잡 구간에만 정차  | 출퇴근 시간대의 혼잡 구간에만 정차        |
| 시간대 세부 정보                      |                                           |
|                                       |                                           |
| 장애인 접근                           | 미국 장애인법 적용 역                     |
| ↑                                     | 미국 장애인법에 따라 화살표만 표시하는 역 |
| ↓                                     | 미국 장애인법에 따라 화살표만 표시하는 역 |
|                                       | 중이층으로만 이동가능한 엘리베이터        |

| 인근 위치                                                                   |                                        | 역 (한글)                          | 역 (영문)                               | 선로      | 운행 계통 | 개업일자        | 환승 및 참고 |
| --------------------------------------------------------------------------- | -------------------------------------- | ---------------------------------- | --------------------------------------- | --------- | --------- | --------------- | --- |
| 맨해튼                                                                      |                                        |                                    |                                         |           |           |                 | |
| 인우드                                                                      |                                        | 인우드-207번가                     | Inwood–207th Street                     | 급행      | A         | 1932년 9월 10일 | Bx12 셀렉트 버스 서비스 |
| 인우드                                                                      | 207번가 야드에 선로를 연결하는 전선로  |                                    |                                         |           |           |                 | |
| 인우드                                                                      |                                        | 다크먼 스트리트                    | Dyckman Street                          | 급행      | A         | 1932년 9월 10일 | |
| 인우드                                                                      | 207번가 야드에 선로 연결 및 병합       |                                    |                                         |           |           |                 | |
| 워싱턴하이츠                                                                | Elevator access to mezzanine only      | 190번가                            | 190th Street                            | 급행      | A         | 1932년 9월 10일 | |
| 워싱턴하이츠                                                                | Elevator access to mezzanine only      | 181번가                            | 181st Street                            | 급행      | A         | 1932년 9월 10일 | |
| 워싱턴하이츠                                                                |                                        | 175번가                            | 175th Street                            | 급행      | A         | 1932년 9월 10일 | 조지 워싱턴 브리지 버스 터미널(George Washington Bridge Bus Terminal) |
| 워싱턴하이츠                                                                | 완행 선로는 174번가 야드에서 시작됨.   |                                    |                                         |           |           |                 | |
| 워싱턴하이츠                                                                |                                        | 168번가                            | 168th Street                            | 모두 정차 | A C       | 1932년 9월 10일 | IRT 브로드웨이-7번로 선 (1 ) |
| 워싱턴하이츠                                                                |                                        | 163번가-암스테르담 애비뉴          | 163rd Street–Amsterdam Avenue           | 완행      | A C       | 1932년 9월 10일 | |
| 워싱턴하이츠                                                                |                                        | 155번가                            | 155th Street                            | 완행      | A C       | 1932년 9월 10일 | |
| 할렘                                                                        |                                        | 145번가                            | 145th Street                            | 모두 정차 | A C       | 1932년 9월 10일 | IND 콘코스 선 (B D ) |
| 할렘                                                                        | IND 콘코스 선에서 진입 (B D )          |                                    |                                         |           |           |                 | |
| 할렘                                                                        |                                        | 135번가                            | 135th Street                            | 완행      | A B C     | 1932년 9월 10일 | |
| 할렘                                                                        |                                        | 125번가                            | 125th Street                            | 모두 정차 | A B C D   | 1932년 9월 10일 | M60 셀렉트 버스 서비스를 통해 라과디아 공항 이용 가능 |
| 할렘                                                                        |                                        | 116번가                            | 116th Street                            | 완행      | A B C     | 1932년 9월 10일 | |
| 어퍼웨스트사이드                                                            |                                        | 캐시드럴 파크웨이-110번가          | Cathedral Parkway–110th Street          | 완행      | A B C     | 1932년 9월 10일 | |
| 어퍼웨스트사이드                                                            |                                        | 103번가                            | 103rd Street                            | 완행      | A B C     | 1932년 9월 10일 | |
| 어퍼웨스트사이드                                                            |                                        | 96번가                             | 96th Street                             | 완행      | A B C     | 1932년 9월 10일 | |
| 어퍼웨스트사이드                                                            |                                        | 86번가                             | 86th Street                             | 완행      | A B C     | 1932년 9월 10일 | M86 셀렉트 버스 서비스 |
| 어퍼웨스트사이드                                                            |                                        | 81번가-뮤지엄 오브 내츄럴 히스토리 | 81st Street–Museum of Natural History   | 완행      | A B C     | 1932년 9월 10일 | |
| 어퍼웨스트사이드                                                            |                                        | 72번가                             | 72nd Street                             | 완행      | A B C     | 1932년 9월 10일 | |
| 미드타운                                                                    |                                        | 59번가-컬럼버스 서클               | 59th Street–Columbus Circle             | 모두 정차 | A B C D   | 1932년 9월 10일 | IRT 브로드웨이-7번로 선 (1 2 ) |
| 미드타운                                                                    | IND 6번로 선 분리 (틀:NYCS Sixth 53rd) |                                    |                                         |           |           |                 | |
| 미드타운                                                                    | ↓                                      | 50번가                             | 50th Street                             | 완행      | A C       | 1932년 9월 10일 | IND 퀸즈 블러바드 선 (E ) 남쪽 방면에서만 ADA-액세서빌(접근성) 가능 |
| 미드타운                                                                    | IND 퀸즈 블러바드 선 진입 (E )         |                                    |                                         |           |           |                 | |
| 미드타운                                                                    |                                        | 42번가-포트 오소리티 버스 터미널   | 42nd Street–Port Authority Bus Terminal | 모두 정차 | A C E     | 1932년 9월 10일 | IRT 브로드웨이-7번로 선 (1 2 3 ) IRT 플러싱선 (7 <7> ) IRT 42번가 셔틀 (S ) BMT 브로드웨이 선 (N Q R W ): 타임스 스퀘어-42번가 포트 오소리티 버스 터미널 M34A 셀렉트 버스 서비스                                                 |
| 미드타운                                                                    |                                        | 34번가-펜역                        | 34th Street–Penn Station                | 모두 정차 | A C E     | 1932년 9월 10일 | 펜역: 암트랙, LIRR, 뉴저지 트랜싯 환승 가능 M34/M34A 셀렉트 버스 서비스 |
| 첼시                                                                        |                                        | 23번가                             | 23rd Street                             | 완행      | A C E     | 1932년 9월 10일 | M23 셀렉트 버스 서비스 |
| 첼시                                                                        |                                        | 14번가                             | 14th Street                             | 모두 정차 | A C E     | 1932년 9월 10일 | BMT 캐나시 선 (L ): 8번로 |
| 그리니치빌리지                                                              |                                        | 웨스트 4번가-워싱턴 스퀘어         | West Fourth Street–Washington Square    | 모두 정차 | A C E     | 1932년 9월 10일 | IND 6번로 선 (B D F M ) PATH 환승 가능: 9번가역 |
| IND 6번로 선(정규 서비스 없음) 에서/까지의 완행 전선로                      |                                        |                                    |                                         |           |           |                 | |
| 소호                                                                        |                                        | 스프링 스트리트                    | Spring Street                           | 완행      | A C E     | 1932년 9월 10일 | |
| 트라이베카                                                                  |                                        | 카날 스트리트                      | Canal Street                            | 모두 정차 | A C E     | 1932년 9월 10일 | |
| 파이낸셜 디스트릭트                                                         |                                        | 챔버스 스트리트                    | Chambers Street                         | 급행      | A C       | 1932년 9월 10일 | 같은 역의 두 부분; 완행 선로 끝 IRT 브로드웨이-7번로 선 (2 3 ): 파크 플레이스역 PATH 환승 가능: 세계 무역 센터역 |
| 파이낸셜 디스트릭트                                                         |                                        | 세계 무역 센터                     | World Trade Center                      | 완행      | E         | 1932년 9월 10일 | 같은 역의 두 부분; 완행 선로 끝 IRT 브로드웨이-7번로 선 (2 3 ): 파크 플레이스역 PATH 환승 가능: 세계 무역 센터역 |
| 파이낸셜 디스트릭트                                                         | 완행 선로 끝                           |                                    |                                         |           |           |                 | |
| 파이낸셜 디스트릭트                                                         |                                        | 풀튼 스트리트                      | Fulton Street                           | 급행      | A C       | 1933년 2월 1일  | 구 브로드웨이-나소 스트리트(Broadway–Nassau Street) IRT 브로드웨이-7번로 선 (2 3 ) BMT 나소 스트리트 선 (J Z ) IRT 렉싱턴 애비뉴 선 (4 5 ) 데이 스트리트 패시지웨이를 거쳐 코트랜드 스트리트역의 BMT 브로드웨이 선 (N R W ) 연결 |
| 브루클린                                                                    |                                        |                                    |                                         |           |           |                 | |
| 크랜버리 스트리트 터널을 통해 이어짐.                                       |                                        |                                    |                                         |           |           |                 | |
| 브루클린 하이츠                                                             |                                        | 하이 스트리트                      | High Street                             | 급행      | A C       | 1933년 6월 24일 | 노선은 1933년 2월 1일에 개통하였으나, 역이 완공되지 않았다. |
| IND 풀튼 스트리트선으로 이어짐 (A C ), IND 컬버선 (정규 서비스 없음)과 교차 |                                        |                                    |                                         |           |           |                 | |